# Падиљионе (Анкона)
Падиљионе је насеље у Италији у округу Анкона, региону Марке.
Према процени из 2011. у насељу је живело 1106 становника. Насеље се налази на надморској висини од 59 м.